# Stellulathyas lundbladi
Stellulathyas lundbladi är en spindeldjursart som beskrevs av Cook och Hopkins 1998. Stellulathyas lundbladi ingår i släktet Stellulathyas och familjen Ctenothyadidae. Inga underarter finns listade i Catalogue of Life.